# 扶平语
扶平语或扶平壮语是一种缺乏记录的中部台语支语言，分布在广西壮族自治区西南。它和砚广壮语关系最密切。
扶平人称他们自己为pjaːŋB2或tʰoːC1-A，被周边的德靖壮语使用者称为ˀjujC1（Liao 2016:315）。

## 分布
扶平语分布在如下地点（Liao 2016:315-316）。
- 德保县敬德镇扶平村

- - 驮信村（扶平语称作ˀbaːn˥ teː˧˩θin˨˩）
- 德保县荣华乡
- 靖西县魁圩乡

## 分类
扶平语可能和云南砚广壮语关系密切。它们的共同创新如下（Liao 2016:316）。
- 原始台语*kr-[3] > tɕʰ- （与德靖壮语*kr- > kʰj-、西南部台语支*kr- > h-相对）。例词有tɕʰaːA1-A“找”和tɕʰɔkDS1-A“六”。
- hɔkDS1-A“做”只在砚广壮语和扶平语中发现（与德靖壮语hatDS1-A“做”、左江壮语和依善语hetDS1-A“做”相对）。